# Piraera
Piraera es un municipio del departamento de Lempira en la República de Honduras.

## Límites
| Orientación | Límite                              |
| ----------- | ----------------------------------- |
| Norte       | Municipio de Gualcince, Lempira     |
| Norte       | Municipio de Erandique, Lempira     |
| Sur         | Departamento de Intibucá            |
| Sur         | República de El Salvador            |
| Este        | Municipio de San Francisco, Lempira |
| Este        | Departamento de Intibucá            |
| Oeste       | Municipio de Candelaria, Lempira    |
| Oeste       | Municipio de Virginia, Lempira      |

Su extensión territorial es de 178.4 km².

## Geografía

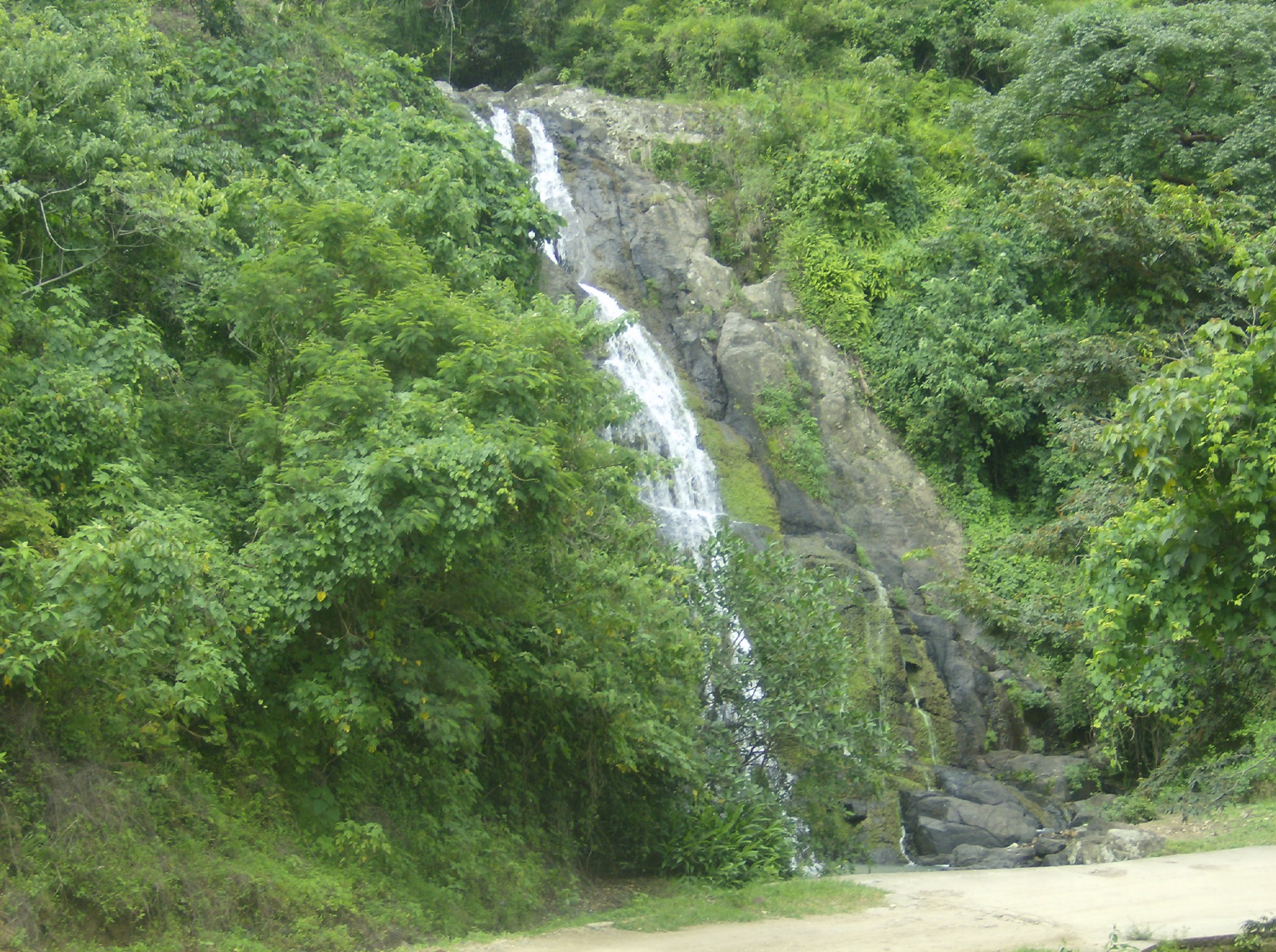
Vista natural cercano a la localidad.

Como ya se había mencionado, está ubicada en una montaña de El Congolón. Los árboles predominante son los pinos, aunque se logran ver árboles de hoja ancha. Tiene una elevación propicia para el cultivo del café. Sus montañas y colinas son muy escarpadas y de difícil acceso, por lo que hacer una carretera hasta la cabecera seguramente fue un reto.Tiene varios nacimientos de agua a medida que se aproxima a la cabecera. Algo muy curioso es un monolito rocoso que se encuentra en el camino. Lo que da muestra del origen volcánico de los montañas de Piraera y del Departamento de Lempira en general.

## Historia
En este pueblo existió el cacique Lempira, quien recibió el poder del cacique Etempic cuando llegaron los españoles y tuvo su asiento en la Provincia de Cerquín.
Sus primeros pobladores llegaron de los pueblos San Antonio, Santa Lucía y Magdalena de Intibuca. En el libro de registros de 1702 están asentados algunas personas.
En 1791, en el primer censo de población de 1791, aparece como un pueblo del Curato de Cerquin.
En 1889, en la división política territorial de 1889 era un municipio del Distrito de Candelaria.

## Población
En esta cabecera lo que predomina son individuos mestizos, pero las características de los indígenas son más marcadas.
Población: en el 2013 se tenían 13,758 habitantes., y el INE espera tener 14,994 habitantes. para el 2020.

## Economía
Se podría decir que el cultivo de café el principal producto de este municipio, aunque el ganado, productos lácteos, maíz, frijóles y el comercio no están tan relegados. Los recursos forestales son abundantes y aportan a la economía del municipio. Cuenta con la dicha de tener varias fuentes naturales de agua, que son aprovechadas para el consumo de personas y ganado, y una pequeñas parte para el riego de cultivos. También cuenta con electricidad, la alcaldía cuenta con servicios de internet. Hay muchas tiendas de abarrotes, y se cuenta con servicios comunicación móvil. En casas particulares venden combustibles fósiles.

## Turismo

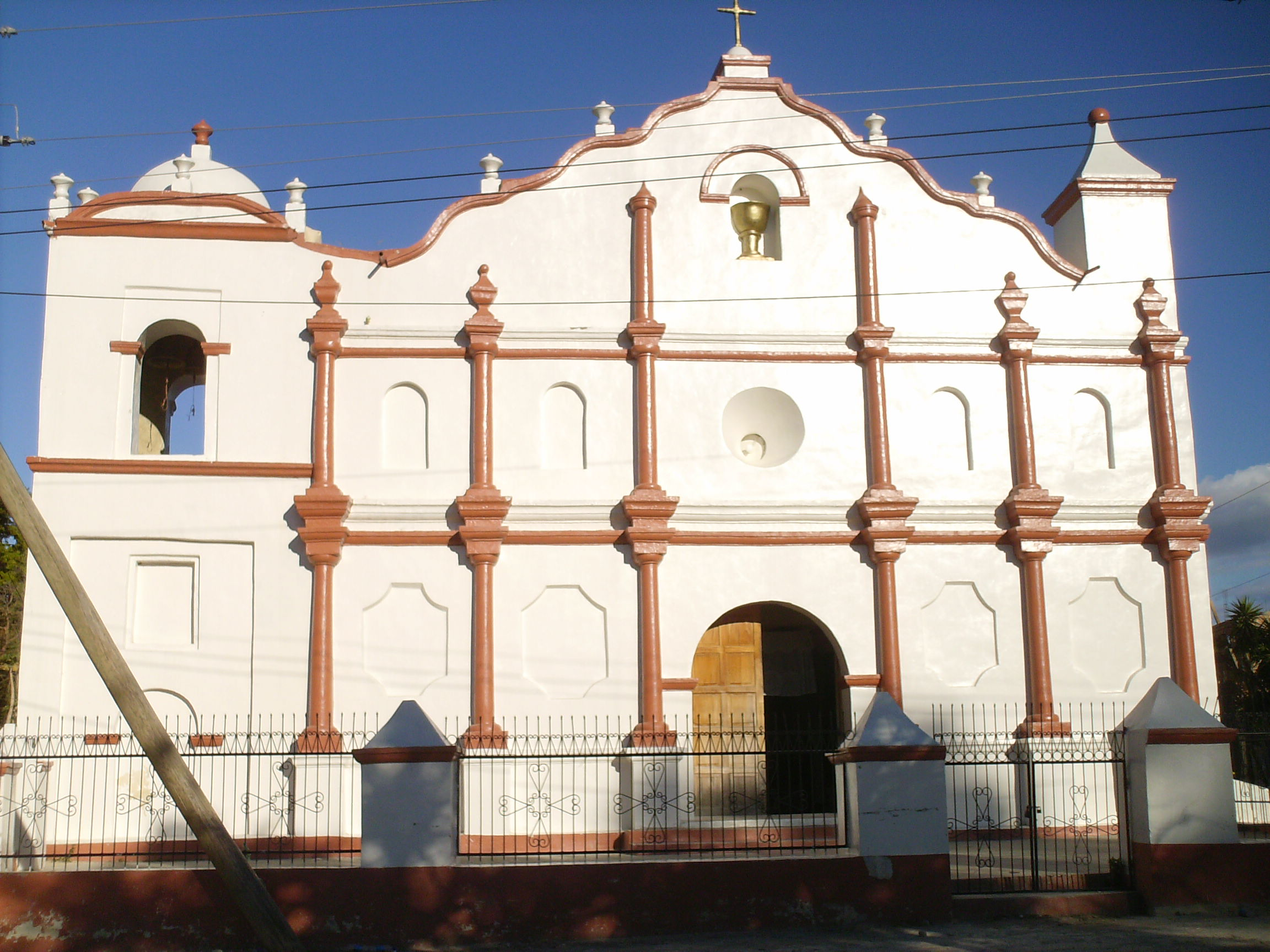
Iglesia Colonial de Piraera.

Se ubica a 105 km de la Ciudad de Gracias, se tienen que cruzar los municipios de Santa Cruz, San Andrés y Gualcince, Atravesando toda la Montaña de El Congolón. El desvío a Piraera se ubica a 85 km de Gracias, se debe girar a la izquierda, en todo caso se puede preguntar a los locales por direcciones.
La carretera es mantenida en buen estado por el ""Fondo Cafetero" y el "Fondo Vial", pero se debe tener mucho cuidado en invierno porque se producen deslizamientos. La cabecera tiene pocos atractivos turísticos, tiene la típica distribución colonial. Lo más interesante podría ser caminar a algunos de las colinas con vista panorámica hacia la República de El Salvador y el Departamento de Intibucá.

## División Política
Aldeas: 10 (2013)
Caseríos: 109 (2013)
| Código | Aldeas                     |
| ------ | -------------------------- |
| 131501 | Piraera                    |
| 131502 | Las Moras                  |
| 131503 | Quisimaca                  |
| 131504 | San Felipe                 |
| 131505 | San Jerónimo               |
| 131506 | San José                   |
| 131507 | San Pedro                  |
| 131508 | San Sebastián              |
| 131509 | Santa Lucía o Guasquín     |
| 131510 | Suyapita o Pichigual N.º 1 |